# Volodymyr Khandohy
Volodymyr Dmytrovytch Khandohiy (en ukrainien : Володимир Дмитрович Хандогій ; né le 21 février 1953 à Tcherkassy) est un diplomate et homme politique ukrainien. Il a été ministre des Affaires étrangères par intérim en 2009.

## Biographie
Volodymyr Khandohiy naît à Tcherkassy en 1953. Il sort diplôme de l'université d'État Tarass-Chevtchenko de Kiev, et commence sa carrière diplomatique en 1975.
De 1996 à 1998, Khandohiy est le représentant de l'Ukraine au Conseil exécutif de l'UNESCO. Il est ambassadeur d'Ukraine en Belgique et au Luxembourg de 2000 à 2005, et aux Pays-Bas de 2000 à 2002. Il dirige également la délégation ukrainienne auprès de l'OTAN de 2000 à 2005.
De 1995 à 1998, et depuis le 27 décembre 2005, il occupe le poste de vice-ministre des Affaires étrangères dans le gouvernement ukrainien. À ce titre, il sera ministre des Affaires étrangères par intérim du 3 mars 2009 au 9 octobre 2009, après que Volodymyr Ogryzko a été révoqué par le Parlement,.
Volodymyr Khandohiy est marié et a un fils et une fille. Il parle couramment russe, français et anglais.